# Lacrimosa (Реквієм)
Lacrimosa — частина секвенції Dies irae Irae в римо-католицькій заупокійній месі. Її текст походить від латинської XVIII-ї та XIX-ї строф секвенції. Багато композиторів, включаючи Моцарта, Берліоза та Верді створили музику до тексту Lacrimosa.

## Текст
| Lacrimosa dies illa Qua resurget ex favilla Judicandus homo reus. Huic ergo parce, Deus: Pie Jesu Domine, Dona eis requiem. Amen. |